# Stadler Tango NF3
Stadler Tango NF3 je tříčlánková, plně nízkopodlažní tramvaj z produkce švýcarské společnosti Stadler Rail. Jedná se o jednu z variant z modelové rodiny Stadler Tango, z části vychází z typu Tango NF2 pro Ostravu. Typ Tango NF3 byl zkonstruován pro tramvajový provoz v Sarajevu, kde má nahradit především zbývající československé vozy Tatra K2 z let 1973–1983.

## Konstrukce
Tango NF3 částečně konstrukčně vychází z ostravského typu NF2, s nímž sdílí především vnější design. Oba typy vyvinula společnost Stadler Praha, česká konstrukční kancelář výrobce Stadler Rail. Tango NF3 je tříčlánková plně nízkopodlažní tramvaj. Pod krajními články se nacházejí celkem čtyři plně otočné dvounápravové podvozky, střední článek je tak nesený. O pohon se vzhledem k rovinatému profilu sarajevské tramvajové sítě starají pouze čtyři elektromotory umístěné v krajních podvozcích, z nichž každý disponuje výkonem 105 kW. Maximální rychlost vozidla činí 70 km/h. Interiér byl oproti výchozímu modelu NF2 přepracován tak, aby došlo k redukci počtu sedadel na vyvýšených podestách. Vozidlo je vybaveno celovozovou klimatizací, USB zásuvkami a kamerovým systémem. Informační systém dodala česká firma BUSE, řadič a spřáhla jsou od společnosti Alfa Union.

## Vznik, výroba a provoz
V červnu 2020 byl vypsán tendr na dodávku patnácti nízkopodlažních tramvají (s možností opce na dalších deset) délkové kategorie 30 metrů. Vítězem se stala švýcarská společnost Stadler Rail, která v soutěži porazila firmy Škoda Transportation, Alstom, CAF a Durmazlar. K podpisu smlouvy došlo 2. srpna 2021, přičemž tramvaje měly být dodány do srpna 2023. Z důvodu pandemie covidu-19 a ruské invaze na Ukrajinu nabrala zakázka zpoždění. Vlastní montáž vozidel probíhala v závodě polské společnosti Stadler Polska. K představení prvního vozu došlo v září 2023 na veletrhu Trako v polském Gdaňsku. K testování první tramvaje za účelem schválení nového typu byl vybrán tramvajový provoz v Poznani, kde se měly uskutečnit především zkoušky ve vozovně Franowo, ale proběhnout i zkušební provoz mimo vozovnu v režimu bez cestujících. Tyto zkoušky byly naplánovány až do února 2024. První vůz byl do Sarajeva dodán na konci roku 2023, kdy byla zároveň ze strany vlády sarajevského kantonu uplatněna celá opce na dalších 10 tramvají. Do pravidelného provozu byly první tři vozy zařazeny 28. března 2024, zbylé mají být postupně zprovozňovány do konce srpna 2024. Dodávka deseti vozů z opce má být zahájena koncem roku 2025.

## Dodávky tramvají
| Současný stát       | Město    | Článek | Roky dodávek | Počet vozů | Evidenční čísla při dodání | Poznámky | Zdroj         |
| ------------------- | -------- | ------ | ------------ | ---------- | -------------------------- | -------- | ------------- |
| Bosna a Hercegovina | Sarajevo | článek | 2023–2024    | 15         | 001–015                    |          | [ 13 ] [ 14 ] |